# Goatwhore
Goatwhore (engl. ‚Ziegenhure‘) ist eine US-amerikanische Black-/Death-Metal-Band aus New Orleans, Louisiana.

## Geschichte
Die Band wurde um 1996/97 unter dem Namen Kilgore von Sammy Duet (Ex-Acid Bath/Crowbar) und Zak Nolan als Seitenprojekt gegründet, während die Band Acid Bath pausierte. Duet und Noland spielten einige Demoaufnahmen ein und widmeten Goatwhore nach Acid Baths 1997 infolge des Verlustes von Bassist Audie Pitre mehr Zeit. Die Band nahm Ben Falgoust und Pat Bruders auf und wurde von Rotten Records unter Vertrag genommen.
2004 unterschrieb die Band bei Metal Blade Records. 2010 wurde angekündigt, dass der Goatwhore-Titel Apocalyptic Havok in das Videospiel Splatterhouse (das auf dem gleichnamigen Spiel von 1988 basiert) aufgenommen werden sollte. 2011 folgte die Ankündigung des Albums Blood for the Master, das wie die beiden vorigen Alben von Erik Rutan produziert wurde.

## Musikstil
Die Band orientierte sich auf dem Debütalbum The Eclipse of Ages into Black vor allem an den Black-Metal-Pionieren Bathory und Venom im Gegensatz zu den „wirklichkeitsfremden, überorchestrierten Träumereien von Europas zeitgenössischen Schwarzmetallurgen“. Der Stil der Band wird von William York von Allmusic mit dem europäischer Bands wie Bathory, Celtic Frost und Darkthrone verglichen und das Album als roh und unterproduziert mit wenig Höhen und Tiefen und ambient-naher Gitarrenverzerrung bezeichnet, die mehr auf Atmosphäre als Schwere setze. Allerdings erinnern die Blastbeats an Grindcore und die Riffs an Hardcore Punk, und die Passagen in mittlerem Tempo weisen auf Goatwhores Wurzeln im Southern Rock hin. Als Ausnahme erinnert Invert the Virgin an Hard Rock.

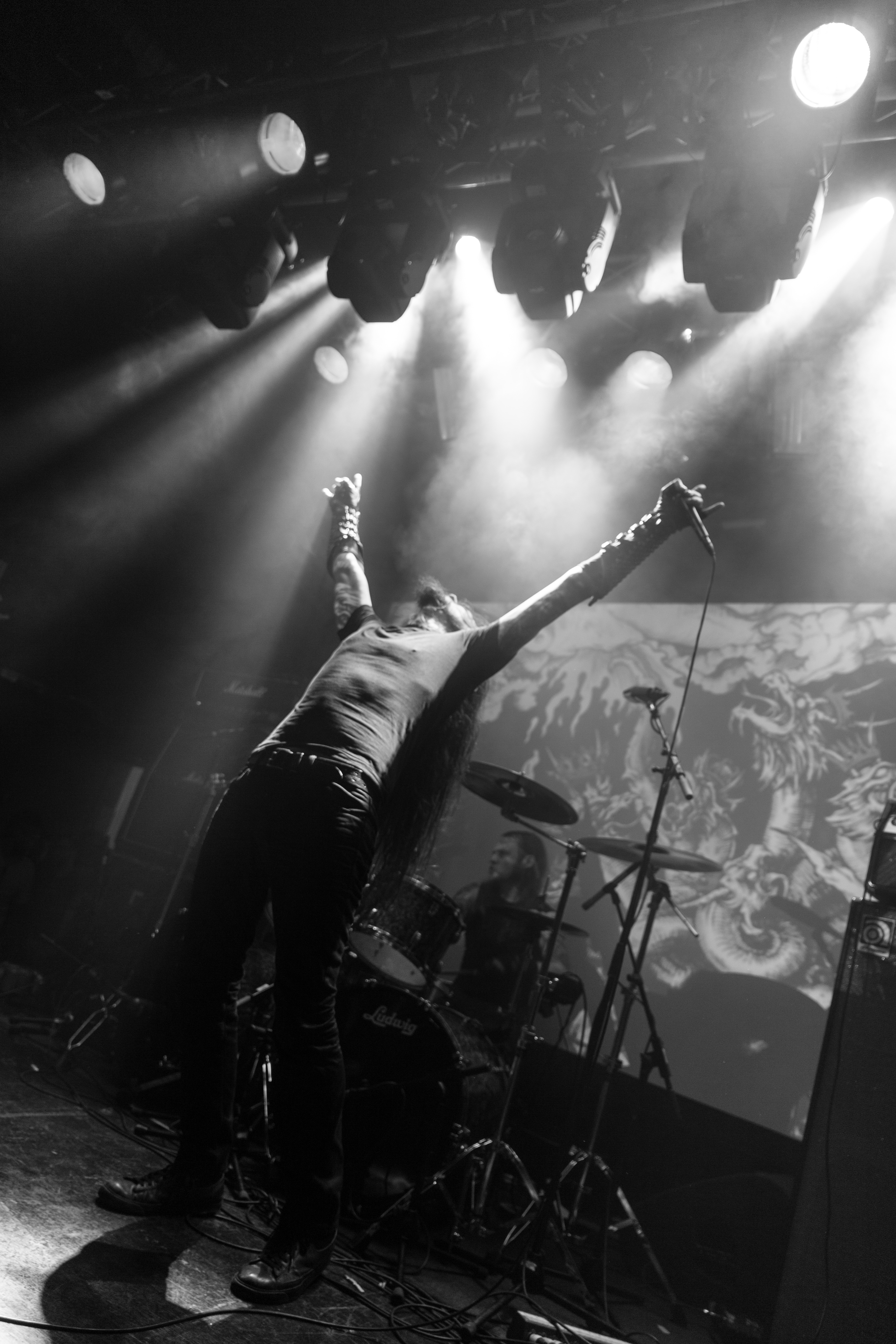
Goatwhore beim Roadburn Festival 2015

Auf Funeral Dirge for the Rotting Sun versuchte die Band sich an dunkleren, weniger konventionellen Klängen, die auf der Untersuchung der Wirkung dunkler Kräfte basieren; die Band entfernte sich dabei stilistisch vom traditionellen Black Metal, ihre Musik wurde dabei weniger chaotisch, mit „mehr Struktur, Tiefe und Textur“. Das geringere Tempo von Stücken wie As the Sun Turns to Ash und Fires of the Judas Blood und ihr „unheimliches“ Zusammenspiel von Gesang und Gitarre erinnern an Celtic Frosts Into the Pandemonium. John Serba von Allmusic beschrieb das Album als Satyricons Frühwerken ähnlich, aber amerikanisiert und mit Übergängen in Death Metal und Doom Metal/Sludge bei den Tempowechseln.
Auf A Haunting Curse orientiert die Band sich nach wie vor an traditionellen Black-/Death-Metal-Bands, klingt aber dennoch modern, mit einem Spektrum von Blastbeats über Death-Metal-Groove im Mitteltempo bis hin zu Doom-Metal-Anleihen. Alex Henderson von Allmusic bezeichnete Goatwhore in seiner Kritik als „Gegenteil von symphonischem Black Metal“, die Band erinnere sich an die Punk-, Thrash-Metal- und Hardcore-Wurzeln des Black Metal und habe auch den amerikanischen Death Metal, speziell den Florida Death Metal, nicht vergessen.
Auf Carving Out the Eyes of God sind die Celtic-Frost-Riffs nach wie vor von zentraler Bedeutung, der Stil wurde jedoch thrash-lastiger, Shadow of a Rising Knife beginnt mit einem an Motörhead erinnernden Riff. Justin M. Norton von About.com beschrieb den Stil als „dreckig und direkt“ und als Mischung aus Celtic Frost, Venoms Frühwerken und Motörheads Eingängigkeit sowie als Kombination des „Crust-Punk-Jähzorns“ ihrer Frühwerke mit den leicht technischen Anleihen von A Haunting Curse und musikalischen „Stempeln“ als Folge ihrer Tourneen. Sammy Duet verbinde Riffs à la Tom Warrior mit „südlicher Würze“.
Blood for the Master setzt die Mischung von Black-, Death- und Motörhead-Einflüssen fort, die Riffs der ersten Stücke wurden außerdem mit Overkill und Sepulturas Frühwerken verglichen.
Während Sammy Duet nach eigener Aussage beim Schreiben an nichts denkt, „abgesehen von meinem Herrn und Meister Satan“, hierbei jedoch nicht für Ben Falgoust sprechen wolle, weist letzterer darauf hin, dass er selbst an keine Art von Struktur gebunden sei und an keinerlei höhere und niederer Wesenheiten glaube; er habe ein großes Interesse am Okkulten und den dunklen Dingen im Leben, sei aber kein Satanist. Er und Duet hätten unterschiedliche Meinungen, Duet sei der satanische Teil der Band; er schikaniere Duet nicht, weil dieser Satanist sei, dies sei dessen Entscheidung. Sie ergänzten sich gegenseitig, Duet scheue niemals Falgousts Ideen. Gegenüber dem Rock Hard erklärte er, Falgoust beschäftige sich ernsthafter mit der Thematik, und sie hätten unterschiedliche Ansichten, es sei jedoch nicht so, dass Duet Satanist wäre und Falgoust Christ, beide lehnten organisierte Religion ab. Morgan Y. Evans erwähnt in einem Gespräch mit Mike Gaspar von Moonspell, für die Band Goatwhore gehe es beim Satanismus um Rebellion und die Suche nach individueller Ermächtigung.

## Galerie

Goathwhore, Besetzung live auf dem Party.San 2016
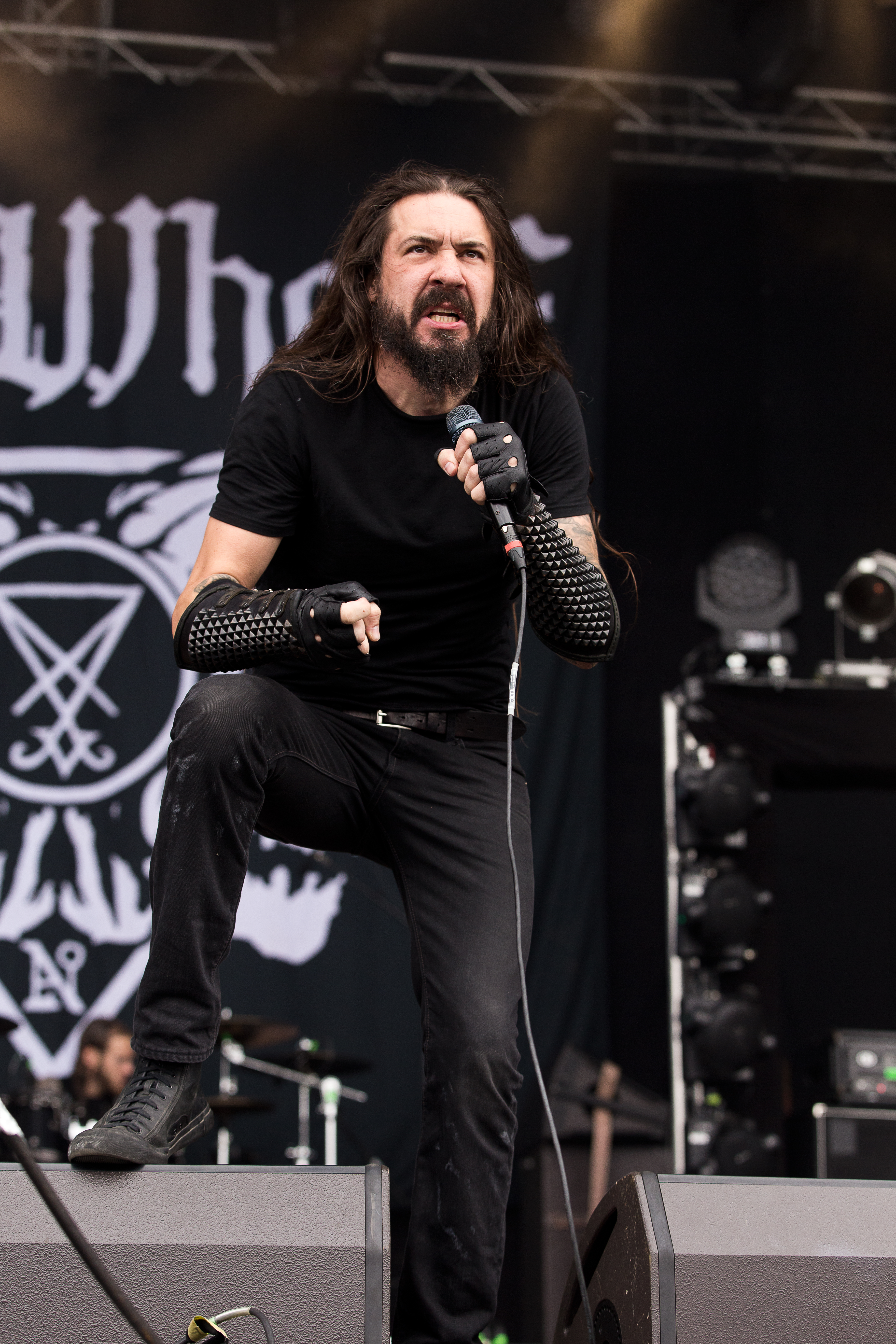
Louis Benjamin Falgoust
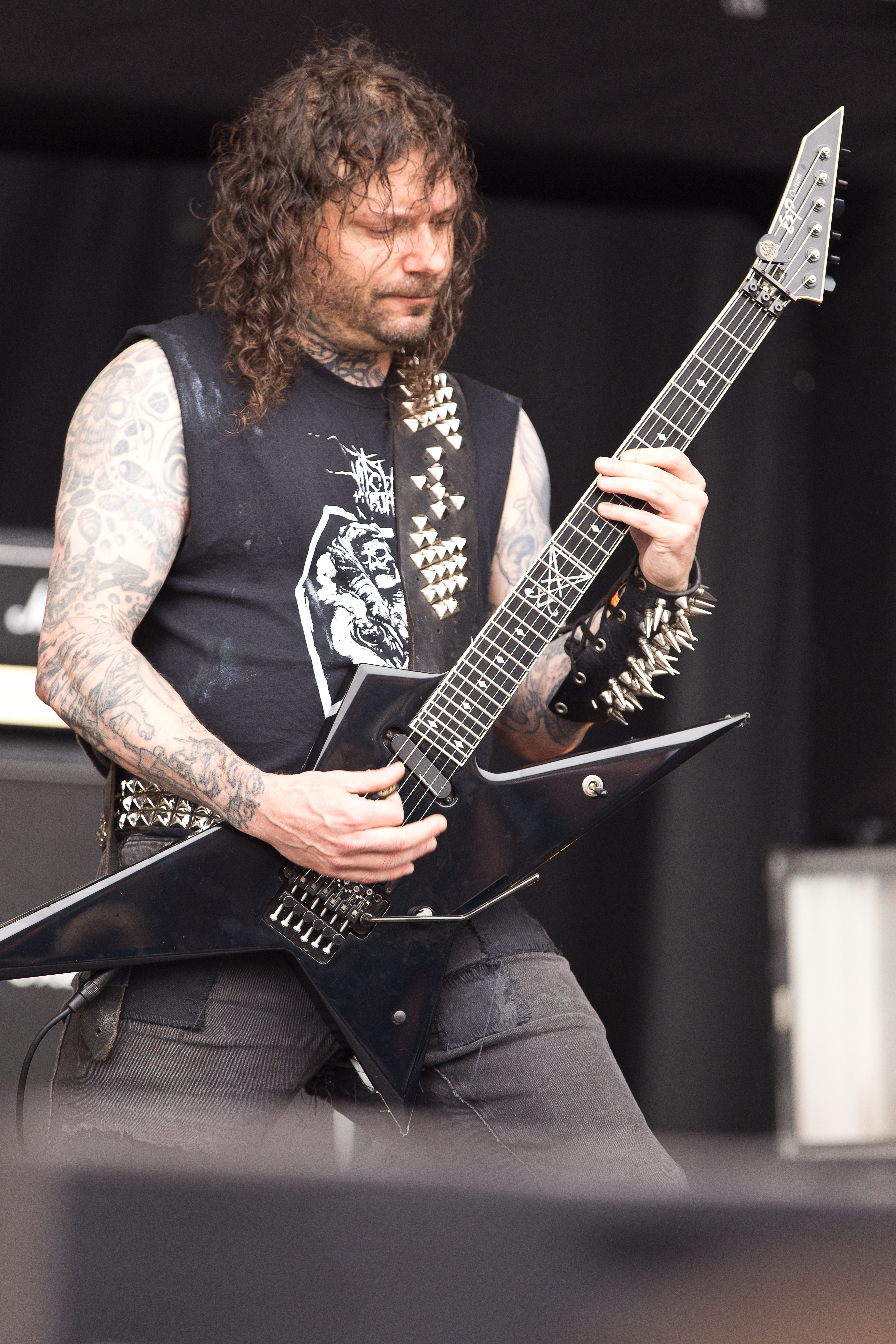
Sammy Duet
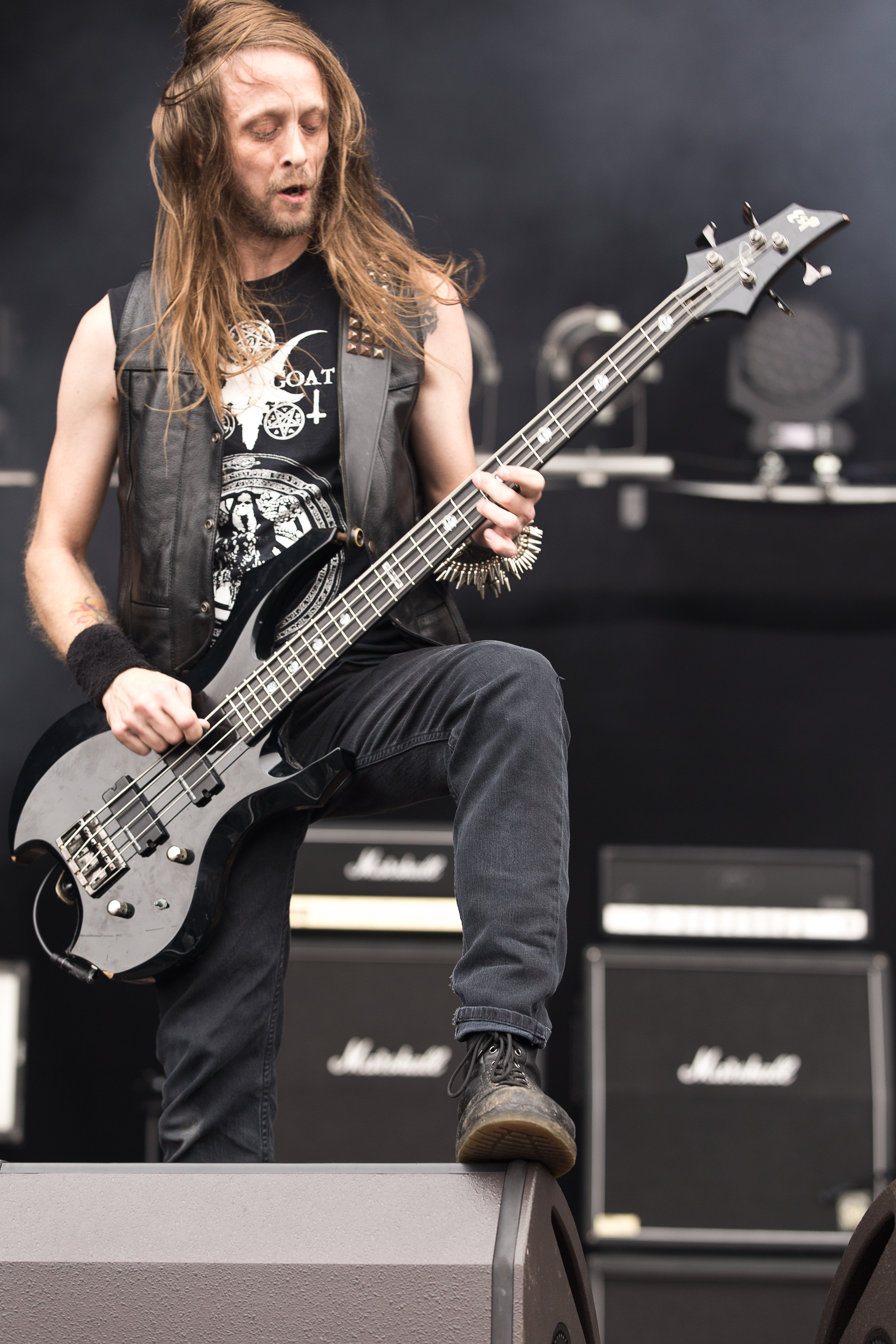
James Harvey
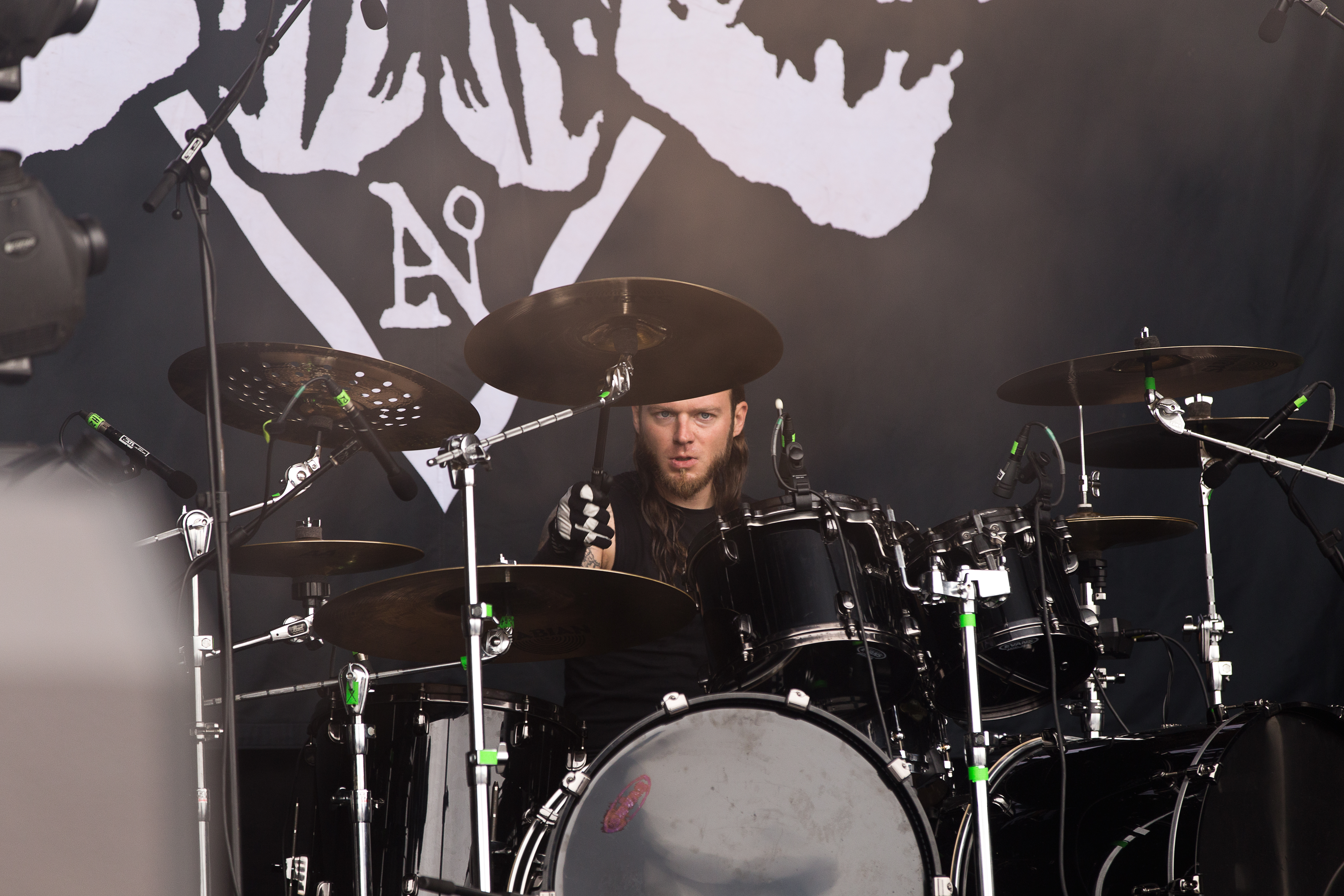
Zack Simmons

## Diskografie
- 2000: The Eclipse of Ages into Black
- 2003: Funeral Dirge for the Rotting Sun
- 2006: A Haunting Curse
- 2009: Carving Out the Eyes of God
- 2012: Blood for the Master
- 2014: Constricting Rage of the Merciless
- 2017: Vengeful Ascension
- 2022: Angels Hung from the Arches of Heaven